# ゲオルゲ・シリミス
ゲオルゲ・シリミス(George Syrimis、ギリシア語: Γιώργος Συρίμης、1921年 - 2010年1月5日）は、キプロスのニコシア出身の政治家。1988年から1993年までの間当時のキプロス大統領、ゲオルギオス・バシリウ政権下において財務大臣を務めた。1961年には設立者のひとりとしてキプロス公認会計士協会を発足させ、会長も務めた。晩年はアマチュア画家としての活動を行っており、多くの作品展を開き得られた収入を慈善団体や国家警備隊に寄付してきた。
2010年1月5日、88歳で亡くなっている。